# Debbie Scerri
Deborah ”Debbie” Scerri, född 1969, är en maltesisk sångerska. Hon representerade Malta i Eurovision Song Contest 1997 med bidraget Let Me Fly och kom på nionde plats med 66 poäng.
Scerri representerade också Malta i Eurovision Song Contest 1993 då hon var körsångerska för William Mangion. Hon deltog i den maltesiska uttagningen 1996 med bidraget Run to you. Hon deltog tillsammans med rapgruppen Prodigal Sons i den maltesiska uttagningen 2004 och kom på fjortonde plats med bidraget Get free.